# ديانا لوبيز
ديانا لوبيز: (بالإنجليزية: Diana López)‏(ولدت في 7 يناير 1984 في هيوستن، تكساس) هي لاعبة أولمبية للتايكوندو أمريكية. مثلت الولايات المتحدة في دورة الألعاب الأولمبية عام 2008، حيث حصلت على الميدالية البرونزية. و يذكر أن اثنين من إخوتها الكبار هم أيضا أولمبيين: ستيفن ومارك. في عام 2005 دخلت ديانا وإخوتها التاريخ عندما أصبحت أول ثلاثة أشقاء، في أي رياضة، للفوز بلقب بطولة العالم في نفس الحدث، وكان ذلك في بطولة التايكواندو العالمي لعام 2005 في مدريد، إسبانيا. حيث حصلت ديانا على الحزام الأسود.

## روابط خارجية
- ديانا لوبيز على موقع TaekwondoData.com (الإنجليزية)
- ديانا لوبيز على موقع أوليمبيديا (الإنجليزية)